# Sharvan
Sharvan Sharvan (ur. 7 września 1997) – indyjski zapaśnik walczący w stylu klasycznym. Zajął piąte miejsce na mistrzostwach Azji w 2018. Mistrz Wspólnoty Narodów w 2017. Ósmy w Pucharze Świata w 2018. Mistrz Azji juniorów w 2017 roku.